# Lichfield
Lichfield er en by i Lichfield-distriktet, Staffordshire, England, med et indbyggertal (pr. 2015) på 33.726. Distriktet har et befolkningstal på 103.061 (pr. 2015). Byen ligger 176 km fra London. Den nævnes i Domesday Book fra 1086, hvor den kaldes Lece/Licefelle.
I 2009 fandt man Staffordshireskatten knap 6 km sydvest for Lichfield.